# Erylus citrus
Erylus citrus is een sponzensoort uit de familie Geodiidae in de klasse gewone sponzen (Demospongiae).
De wetenschappelijke naam van de soort werd in 2001 gepubliceerd door Adams & Hooper.